# Toschia telekii
Toschia telekii är en spindelart som beskrevs av Holm 1962. Toschia telekii ingår i släktet Toschia och familjen täckvävarspindlar.
Artens utbredningsområde är Kenya. Inga underarter finns listade i Catalogue of Life.